# Kommandierender Admiral in den Niederlanden
Die Dienststelle Kommandierender Admiral in den Niederlanden war eine Kommandobehörde der Kriegsmarine mit Sitz in Scheveningen.
Sie wurde unter der Bezeichnung Marinebefehlshaber in den Niederlanden im Juni 1940 nach der deutschen Besetzung der Niederlande im Zweiten Weltkrieg aufgestellt.
Im Februar 1943 erhielt sie die Bezeichnung Kommandierender Admiral in den Niederlanden.

## Marinebefehlshaber Niederlande-Belgien
Im Rahmen des Westfeldzugs richtete die Kriegsmarine am 14. Mai 1940 in Kiel und Wilhelmshaven eine Kommandobehörde mit der Bezeichnung Küstenbefehlshaber Südwest oder auch Küstenbefehlshaber für Holland ein, die bereits am 22. Mai 1940 als Marinebefehlshaber Südwest bezeichnet wurde, um wenige Tage später, am 28. Mai 1940 nochmals nun in Marinebefehlshaber Niederlande-Belgien (auch Marinebefehlshaber Belgien-Niederlande) umbenannt zu werden. Der Marinebefehlshaber wurde gemeinsam mit dem Marinebefehlshaber Nordfrankreich dem Kommandierenden Admiral West unterstellt. Das Operationsgebiet ging von einschließlich Texel, über Zuider, Zeedeich bis zur Ijsselmündung, welche dann aber nicht mehr zum Bereich gehörte.
Zum Abschluss des Westfeldzugs in Frankreich wurde im Juni 1940 der gesamte Küstenabschnitt neu organisiert und die Dienststelle des Marinebefehlshaber Niederlande-Belgien aufgelöst.

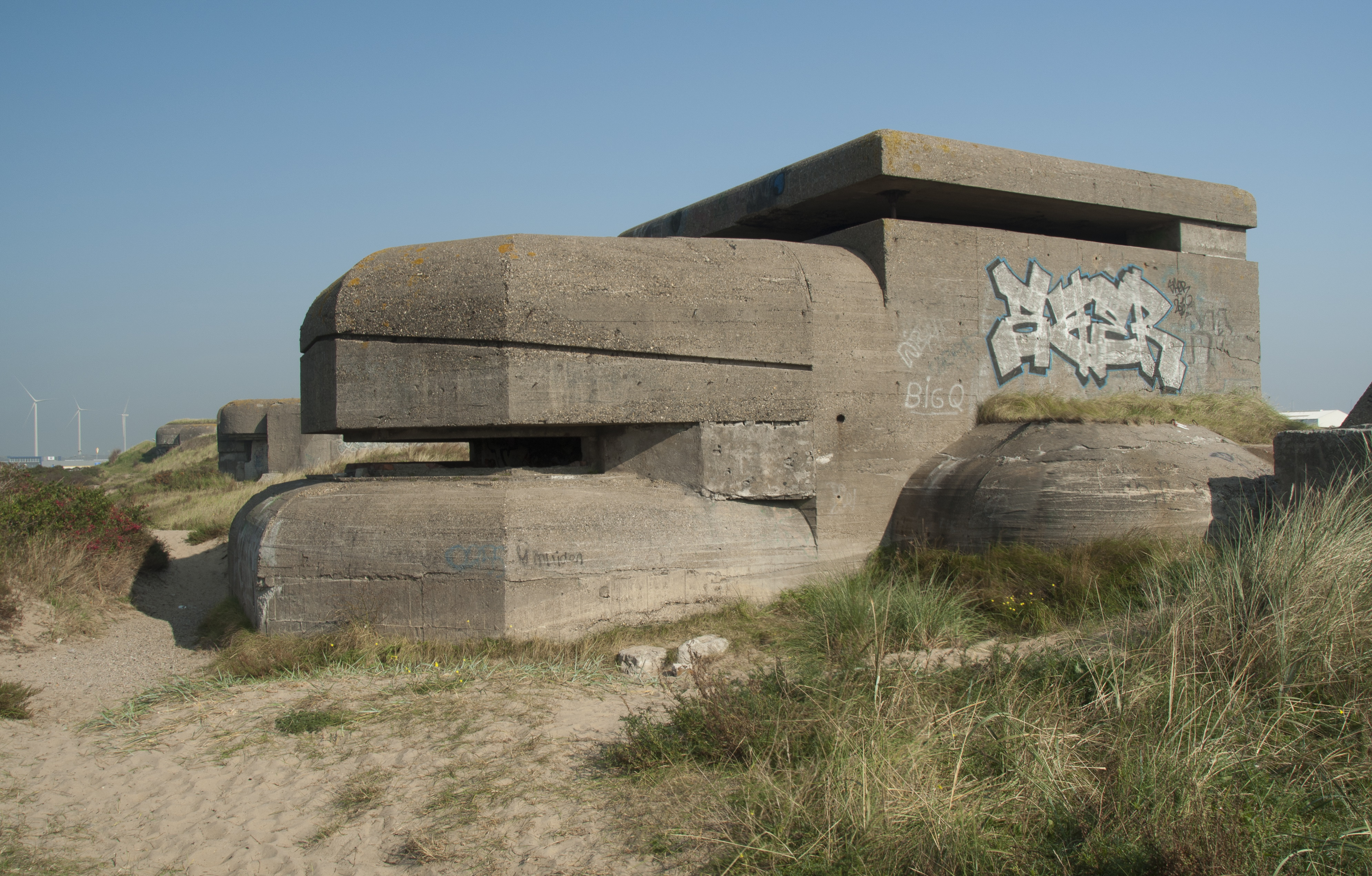
Bunker der Batterie Heerenduin, Teil der Festung Ijmuiden, Marineartillerieabteilung 201

Dem Marinebefehlshaber waren unterstellt:
- Marineartillerieregiment 21 (Den Haag); der Kommandeur war zugleich Kommandant im Verteidigungsabschnitt Holland
  - Marineartillerieabteilung 201 (Den Helder)
  - Marineartillerieabteilung 203 (Ijmuiden)
  - Marineartillerieabteilung 205 (Hoek van Holland)
- Marineartillerieregiment 22 (De Haan); der Kommandeur war zugleich Kommandant im Verteidigungsabschnitt Belgien
  - Marineartillerieabteilung 202 (Vlissingen)
  - Marineartillerieabteilung 204 (Ostende)
  - Marineartillerieabteilung 206 (Blankenberge)
- Hafenkommandant Den Helder
- Hafenkapitäne in:
  - Amsterdam
  - Hoek van Holland
  - Rotterdam
  - Vlissingen
  - Antwerpen

Die Dienststelle des Marinebefehlshabers Niederlande-Belgien wurde einzig von Konteradmiral Lothar von Arnauld de la Perière geführt. Chef des Stabes war der Kapitän zur See Franz Bauer.
Nach der Auflösung der Dienststelle wurde der Hauptteil des Stabs des ehemaligen Marinebefehlshabers Niederlande-Belgien unter Lothar von Arnauld de la Perière und dem ehemaligen Chef des Stabes Bauer nach Rouen in Frankreich verlegt. Kurzzeitig bildete er hier die neu aufgestellte Dienststelle des Marinebefehlshaber Westfrankreich und wurde später Stab des neu aufgestellten Marinebefehlshaber Bretagne.

## Marinebefehlshaber und Kommandierender Admiral in den Niederlanden
Nach der Verlegung des Stabes des ehemaligen Marinebefehlshabers Niederlande-Belgien nach Frankreich wurde im Juni 1940 die Dienststelle Marinebefehlshaber in den Niederlanden mit Sitz in Den Haag-Scheveningen aufgestellt. Sie unterstand der Marinestation der Nordsee. Der Befehlsbereich umfasste die Niederlande mit Ausnahme der Emsmündung und der Insel Rottum, die dem Küstenbefehlshaber Deutsche Bucht zugeordnet waren. Im Süden war ihm der Bereich des Hafens Antwerpen unterstellt, ansonsten reichte die Zuständigkeit bis zur belgischen Grenze, wo sich der Bereich des Marinebefehlshabers Kanalküste anschloss. Im Herbst 1943 kam die Scheldemündung zum Befehlsbereich hinzu.
Der Stab verlegte im April 1942 von Den Haag nach Utrecht und in den letzten Kriegswochen nach Bloemendaal. Im Februar 1943 wurde die Dienststelle in Kommandierender Admiral in den Niederlanden umbenannt. Dieser unterstand zunächst dem Marineoberkommando Nord in Wilhelmshaven, ab Frühjahr 1945 dem Oberbefehlshaber der Festung Holland.

### Unterstellte Dienststellen
Dem Marinebefehlshaber waren zwei Seekommandanten, schwimmende Verbände, Landverbände und diverse Dienststellen direkt unterstellt. Einige Unterstellungen änderten sich im Verlauf des Krieges:
- Kommandant der Seeverteidigung von Nordholland (Den Helder)
- Kommandant der Seeverteidigung von Südholland (Vlissingen; bis November 1944)
- Kommandant der Seeverteidigung von Mittelholland (Scheveningen, Den Haag-Vorburg; ab November 1944 anstelle des Seekommandanten Südholland)
- Selbständige Hafenkommandanten:
  - Hafenkommandant Amsterdam
    - Hafenkapitän Utrecht

  - Hafenkommandant Rotterdam: ab Januar 1945 Fregattenkapitän Alexander Stein, ehemaliger Chef der Rheinflottille
    - Marineausrüstungsstelle Rotterdam mit Außenstellen

  - Hafenkommandant Antwerpen
    - Marineausrüstungsstelle Antwerpen

  - Hafenkommandant Breskens (nur Oktober/November 1944 während des Rückzugs der 15. Armee über die Schelde)
- Landverbände und -dienststellen
  - 10. Marine-Kraftfahrabteilung (ab 1942; Scheveningen, Utrecht, bei Kriegsende in Soest)
  - Marinebaubataillon 313, an August 1942 Marinefestungspionierbataillon 313, im Juli 1943 ersetzt durch:
  - Marinefestungspionierbataillon 312 (Utrecht)
  - 4. Marine-Funkmessabteilung (Utrecht, ab September 1944)
  - 6. Ersatz-Marineartillerieabteilung (Groningen, bis September 1943)
  - Marineartilleriezeugamt/Marinearsenal Wassenaar, ab 1942 Amersfoort
- Kriegsmarinedienststellen (KMD)
  - KMD Rotterdam (1940 bis 44)
  - KMD Antwerpen (1940 bis 44)
  - Seetransportchef Niederlande (Groningen, ab Oktober 1944)
    - Transportflottille Niederlande (ab Oktober 1944)

- Schwimmende Verbände:

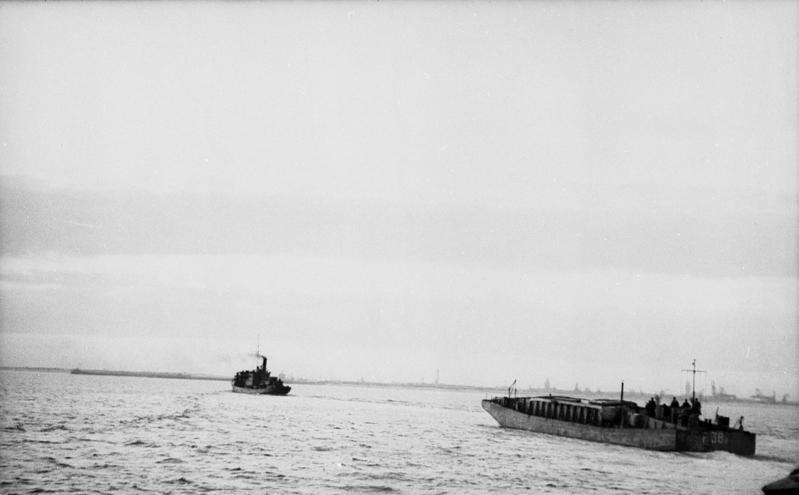
Marinefährprahm und Vorpostenboot vor der niederländischen Küste

  - Führer der Motorbootsverbände Niederlande
  - Rheinflottille (bis Anfang 1941, dann zum Führer der Motorbootsverbände Niederlande)
  - Donauflottille (von Mai 1940 bis Januar 1941, dann kurz zum Führer der Motorbootsverbände Niederlande, im April 1941 in den Raum Holland eingesetzt, dann Rückverlegung auf die Donau)
  - Netzsperrflottille Nordsee (Utrecht, September 1943 – Juli 1944)

Die 1. Sicherungsdivision war im Befehlsbereich stationiert, wurde jedoch dem Kommandierenden Admiral in den Niederlanden erst im Dezember 1944 unterstellt.

#### Rheinflottille
Im August 1940 wurde die Rheinflottille durch das NSKK gebildet und gehörte fortan zur Kriegsmarine. Die Aufgabe der Rheinflottille war die Sicherung der Küstengewässer und der Kanäle in Belgien und Holland. Die Unterstellung erfolgte direkt unter den Marinebefehlshaber in den Niederlanden. Ab Anfang 1941 dem Führer der Motorbootsverbände Niederlande unterstellt. Von Januar 1944 bis Januar 1945 war Korvettenkapitän/Fregattenkapitän Alexander Stein Chef der Rheinflottille, welche anschließend Hafenkommandant Rotterdam wurde. Zu Kriegsende wurde ein Großteil der Boote des Flussräumflottille Niederlande übernommen.

#### Maasflottille
Die Maasflottille wurde im April 1941 aufgestellt und dem Führer der Motorbootsverbände Niederlande unterstellt. Im Februar/März 1945 erfolgte die Abgabe der meisten Boote an die Rheinflottille. Von der Aufstellung bis Oktober 1941 war Kapitänleutnant z. V. Fritz Scheck Chef der Flottille, welcher anschließend die neu aufgestellte 2. Landungsflottille übernahm. Von Januar 1944 bis September 1944 war Korvettenkapitän d. R. Heinrich Engel Flottillenchef. Anschließend übernahm bis zur Auflösung die Position der vorherige Kommandant eines Minensuchbootes der 2. Minensuchflottille Kapitänleutnant Rudolf Piepenstock.

#### Fährflottille Waal
Die Fährflottille Waal wurde im Herbst 1944 eingerichtet und taktisch dem Heer zugeordnet.

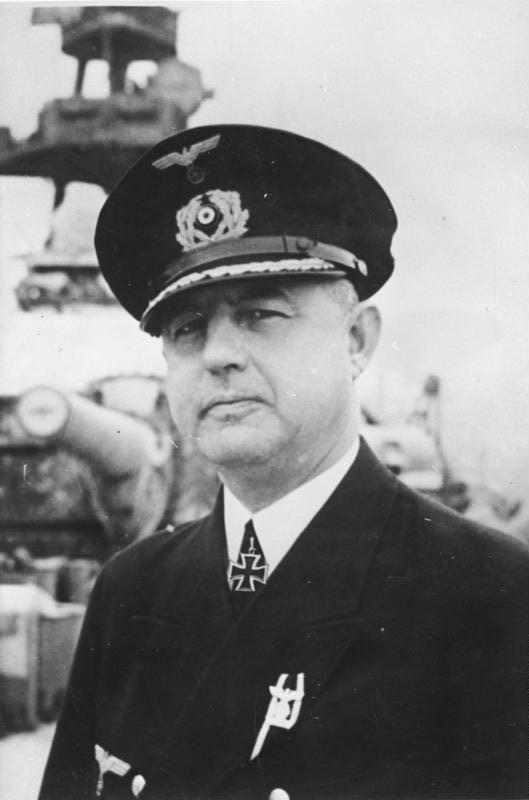
Kurt Caesar Hoffmann als Kommandant des Schlachtschiffs Scharnhorst (März 1942)

### Kommandant der Seeverteidigung von Mittelholland
Die Dienststelle des Seekommandanten Mittelholland wurde im November 1944 eingerichtet, als die Alliierten bis an die Maas vorgestoßen waren und große Teile des Bereichs Seekommandant Südholland, welche aufgelöst wurde, besetzt hatten. Der Befehlsbereich des Seekommandanten Mittelholland umfasste die verbleibenden Teile der Seekommandantur Südholland und den südlichen Anteil der Seekommandantur Nordholland einschließlich von Ijmuiden und Wijk aan Zee. Die Dienststelle bestand bis Kriegsende.
Einziger Seekommandant Mittelholland war Kapitän zur See Werner Stoephasius.
Dem Seekommandanten Mittelholland waren unterstellt:
- Von Seekommandant Nordholland übernommen:
  - Hafenkommandant Ijmuiden
  - Marineflakabteilung 201 (Wijk aan Zee)
  - Marineflakabteilung 816 (Ijmuiden)
- Von Seekommandant Südholland übernommen:
  - Hafenkommandant Hoek van Holland
  - Marineartillerieabteilung 205 (Hoek van Holland)
  - Marineflakabteilung 813 (Hoek van Holland)

## Marinebefehlshaber/Kommandierende Admirale
Folgende Offiziere hatten die Funktion des Marinebefehlshabers bzw. ab März 1943 Kommandierenden Admirals inne:
- Kapitän zur See/Konteradmiral Helmuth Kienast, Juni 1940 – Juni 1942
- Konteradmiral Kurt Caesar Hoffmann, Juli 1942 – März 1943
- Konteradmiral/Vizeadmiral Gustav Kleikamp, März 1943 – Dezember 1944
- Konteradmiral/Vizeadmiral Rudolf Stange, Januar 1945 – Auflösung der Dienststelle

## Chefs des Stabes
- Fregattenkapitän Hans-Karl von Both: von der Einrichtung bis August 1940
- Fregattenkapitän Willy Jungbecker: von August 1940 bis Dezember 1940
- Kapitän zur See Erich Edgar Schulze: von Dezember 1940 bis Januar 1944
- Fregattenkapitän d. R./Kapitän zur See d. R. Gustav von Liebenstein: von Januar 1944 bis zur Auflösung der Dienststelle